# Давыдовичи (Гомельская область)
Давыдовичи (бел. Давыдавічы) — деревня в Домановичском сельсовете Калинковичского района Гомельской области Беларуси.

## География

### Расположение
В 32 км на север от Калинкович, 4 км от железнодорожной станции Холодники (на линии Жлобин — Калинковичи), 154 км от Гомеля.

### Гидрография
На востоке канава Ненач.

## Транспортная сеть
Транспортные связи по просёлочной, затем автомобильной дороге Калинковичи — Бобруйск. Планировка состоит из прямолинейной улицы, ориентированной с юго-запада на северо-восток, к которой на юге и севере присоединяются короткие улицы. Застройка двусторонняя, деревянная усадебного типа.

## История
По письменным источникам известна с XIX века как деревня в Речицком уезде Минской губернии. Давыдовичи - крупнейшая деревня имения Домановичи.
В инвентарном описании крестьян имения Домановичи за 1844 год, приводится следующая информация по деревне Давыдовичи:
“Деревня Давыдовичи, принадлежащая к имению Домановичи, поселена на большой дороге, пролегающей от города Мозыря до города Рогачева, над Ручьём Дриніовомъ по водопаду с правой стороны, расстоянием от господского двора - в две версты, имеет в окрестности своей Пахотную и Сенокосную землю, также пастбищные места, и водопой для скота. В ней ревизских по 8-й переписи 121 мужска и 134 женска пола душь, а за убывшими и вновь рождёнными, ныне на лицо 142 мужска и 153 женска пола душь”.
Начиная с Ревизских сказок 1811 года, перепись проводилась раздельно по каждой деревне имения Домановичи. Так как РС за 1811 год ветхая и на руки не выдается, получилось собрать статистику только за 1816, 1834, 1844, 1850, 1858 годы. В качестве данных за 1865 год взята информация о выкупе земли крестьянами после отмены крепостного права:

| Год переписи | Дворов | Мужчин | Женщин | Всего |
| ------------ | ------ | ------ | ------ | ----- |
| 1816         | 36     | 126    | 114    | 240   |
| 1834         | 44     | 121    | 134    | 255   |
| 1844         | 44     | 142    | 153    | 295   |
| 1850         | 38     | 134    | 153    | 287   |
| 1858         | 36     | 135    | 162    | 297   |
| 1865         | 37     | -      | -      | -     |

Согласно переписи 1897 года действовали хлебозапасный магазин, ветряная мельница, конная мельница. В 1908 году в Домановичской волости Речицкого уезда. В 1930 году колхоз «Красная звезда» (с 1929 года), ветряная мельница, кузница. В начальной школе в 1935 году 117 учеников. Во время Великой Отечественной войны 12 января 1944 года освобождена от немецкой оккупации. 37 жителей погибли на фронте. Согласно переписи 1959 года в составе колхоза имени М. И. Кутузова (центр — деревня Домановичи).

## Население

### Численность
- 2004 год — 98 хозяйств, 191 житель.

### Динамика
- 1834 год — 44 двора.
- 1850 год — 38 дворов.
- 1897 год — 74 двора, 424 жителя (согласно переписи).
- 1908 год — 99 дворов, 682 жителя.
- 1925 год — 120 дворов.
- 1930 год — 129 дворов, 795 жителей.
- 1959 год — 566 жителей (согласно переписи).
- 2004 год — 98 хозяйств, 191 житель.

## Известные уроженцы
- Е. И. Коршуков — белорусский писатель.